# ستيريون ضفافي
ستيريون ضفافي (الاسم العلمي:Satyrium riparium) هو نوع من النباتات يتبع جنس الستيريون من الفصيلة السحلبية.